# Lupinus pringlei
Lupinus pringlei är en ärtväxtart som beskrevs av Joseph Nelson Rose. Lupinus pringlei ingår i släktet lupiner, och familjen ärtväxter. Inga underarter finns listade i Catalogue of Life.